# Pierre-Ambroise-François Choderlos de Laclos
(Choderlos de Laclos, Lettres inédites)
Pierre-Ambroise-François Choderlos de Laclos (/pjɛʁ ɑ̃ˈbʁwaz fʁɑ̃ˈswa ʃɔdɛʁˈlo də laˈklo/; Amiens, 18 ottobre 1741 – Taranto, 5 settembre 1803) è stato uno scrittore, generale e inventore francese.

## Biografia
Nacque in una famiglia di estrazione borghese; suo padre era un ufficiale governativo di servizio in Piccardia e apparteneva alla cosiddetta "Nobiltà di toga" (Noblesse de robe). Nel 1760 entrò nella École royale d'artillerie de La Fère, antesignana della École polytechnique, e nel 1761 venne nominato sottotenente. In qualità di giovane ufficiale, partecipò alla parte finale della guerra dei sette anni presso la guarnigione di stanza a La Rochelle.
Nel 1788 divenne segretario dei comandi del duca d'Orléans (noto poi come Philippe Égalité), sul quale ebbe una forte influenza e ispirò numerosi Cahiers de doléances presentati agli Stati Generali del 1789. Iscrittosi al Club dei Giacobini (inizialmente Club bretone), poi ai Cordiglieri, fondò un giornale, sovvenzionato dal duca, il Journal des Amis de la Constitution (Il giornale degli Amici della Costituzione), aderendo poi alla causa della Rivoluzione francese.
Allorché il suo protettore e amico duca d'Orléans fu costretto a recarsi a Londra dopo essere stato accusato di aver preso parte attiva nei moti del luglio 1789 e organizzato la marcia delle donne del 5 ottobre, Laclos lo seguì, rimanendo nella capitale inglese fino al luglio del 1790, quando entrambi rientrarono a Parigi. A giustificazione del comportamento del duca, Laclos scrisse l'Exposé de la conduite de M. le duc d'Orléans (Esposto sulla condotta del Signor duca d'Orléans). Laclos frequentava gli ambienti orleanisti, monarchico-costituzionali, col futuro radicale Bertrand Barère, e in seguito si avvicinò ai dantonisti. Venne nominato da Danton segretario governativo e nell'agosto 1792 inviato con il grado di generale, dal ministro della Difesa Joseph Servan, presso il generalissimo Nicolas Luckner, che stava preparando un nuovo esercito di 60 000 reclute. Questi rassegnò poco dopo le dimissioni e Laclos ne prese subito il posto. Dopo la proclamazione della Repubblica fu nominato capo di Stato maggiore dell'armata dei Pirenei, ma venne arrestato il 31 marzo 1793 per i suoi legami con il duca di Orléans, insieme agli altri seguaci del medesimo, ma non fu incarcerato, bensì costretto agli arresti domiciliari: fu l'unico dei seguaci dell'Orléans a sfuggire alla ghigliottina durante il regime del Terrore (a parte il figlio del duca, Luigi Filippo, fuggito in Austria), e uno dei pochi dantonisti.
Fu liberato tuttavia solo nel dicembre dell'anno successivo e nominato Segretario generale delle ipoteche, una posizione che gli permise buoni introiti. Dopo l'esecuzione di Danton, si tenne politicamente in disparte fino alla caduta di Robespierre (1794), riprendendo la carriera militare sotto il Direttorio (1795). Nel gennaio del 1800 ottenne direttamente da Napoleone Bonaparte, allora solo Primo console, la nomina a comandante della riserva dell'artiglieria nell'armata del Reno.
Nel 1803 lo stesso Napoleone lo mise al comando della Riserva di Artiglieria dell'Armata d'Italia di stanza a Taranto. Qui si ammalò di dissenteria e malaria e morì nel convento di San Francesco di Taranto, ma, avendo rifiutato i conforti religiosi, venne sepolto nella piazza d'armi interna al Forte de Laclos (che prese il nome proprio da lui) sull'isola di San Paolo nel golfo di Taranto.
In seguito alla caduta di Napoleone, gli abitanti danneggiarono il cimitero militare (non più esistente), distrussero la sua tomba e, molto probabilmente, le sue spoglie vennero gettate in mare.
Laclos era pure uno studioso di balistica e può essere ritenuto l'inventore della granata.
Laclos fu iniziato in Massoneria nella Loggia L'Union di Toul nel 1763 e divenne in seguito Maestro venerabile della Loggia parigina Henry IV, appartenente al Grande Oriente di Francia.

## Le relazioni pericolose
Laclos è ricordato in particolare per il suo romanzo epistolare Les liaisons dangereuses (Le relazioni pericolose). Il romanzo è un classico conosciuto per la sua esplorazione della seduzione, vendetta e malizia umana, nonostante l'autore lo avesse concepito soprattutto per far riflettere, tramite i personaggi principali, sul biasimevole stato dell'educazione femminile e sulle sue conseguenze sulla morale nella Francia del XVIII secolo. È inoltre un racconto moralistico sulla corruzione e sullo squallore della nobiltà della Francia dei Borbone. Il romanzo suscitò notevole scalpore sin dalla sua prima pubblicazione nel 1782, pur essendo uno dei meno espliciti tra i romanzi libertini essendo incentrato più sulla psicologia dei personaggi che sull'erotismo, e continuò a essere pubblicato in numerose edizioni.
Da questo romanzo sono stati tratti diversi film, il più noto dei quali è Le relazioni pericolose (1988), diretto da Stephen Frears e interpretato da John Malkovich, Glenn Close, Michelle Pfeiffer, Uma Thurman e Keanu Reeves. Un altro film che si ispira apertamente al romanzo è Le relazioni pericolose (2022) pubblicato e rilasciato l'8 luglio 2022 su Netflix.

## Opere
- Ernestine (1776)
- Les liaisons dangereuses (1782)
- Des femmes et de leur éducation (1783)